# アンタルクトサウルス
アンタルクトサウルス（Antarctosaurus　"南のトカゲ"の意味）は白亜紀後期、現在の南アメリカに生息したティタノサウルス類の竜脚類恐竜の属の一つである。タイプ種A. wichmannianusは1929年、ドイツの古生物学者フリードリヒ・フォン・ヒューネにより記載された。ヒューネは同年に第2の種も記載している。この他に3つの種が追加されているが、後の研究の結果これらはアンタルクトサウルスと関係ないことが示されている。
アンタルクトサウルスは竜脚類の中でも非常に巨大である。完全な骨格は理解し難く、研究途上である。

## 特徴

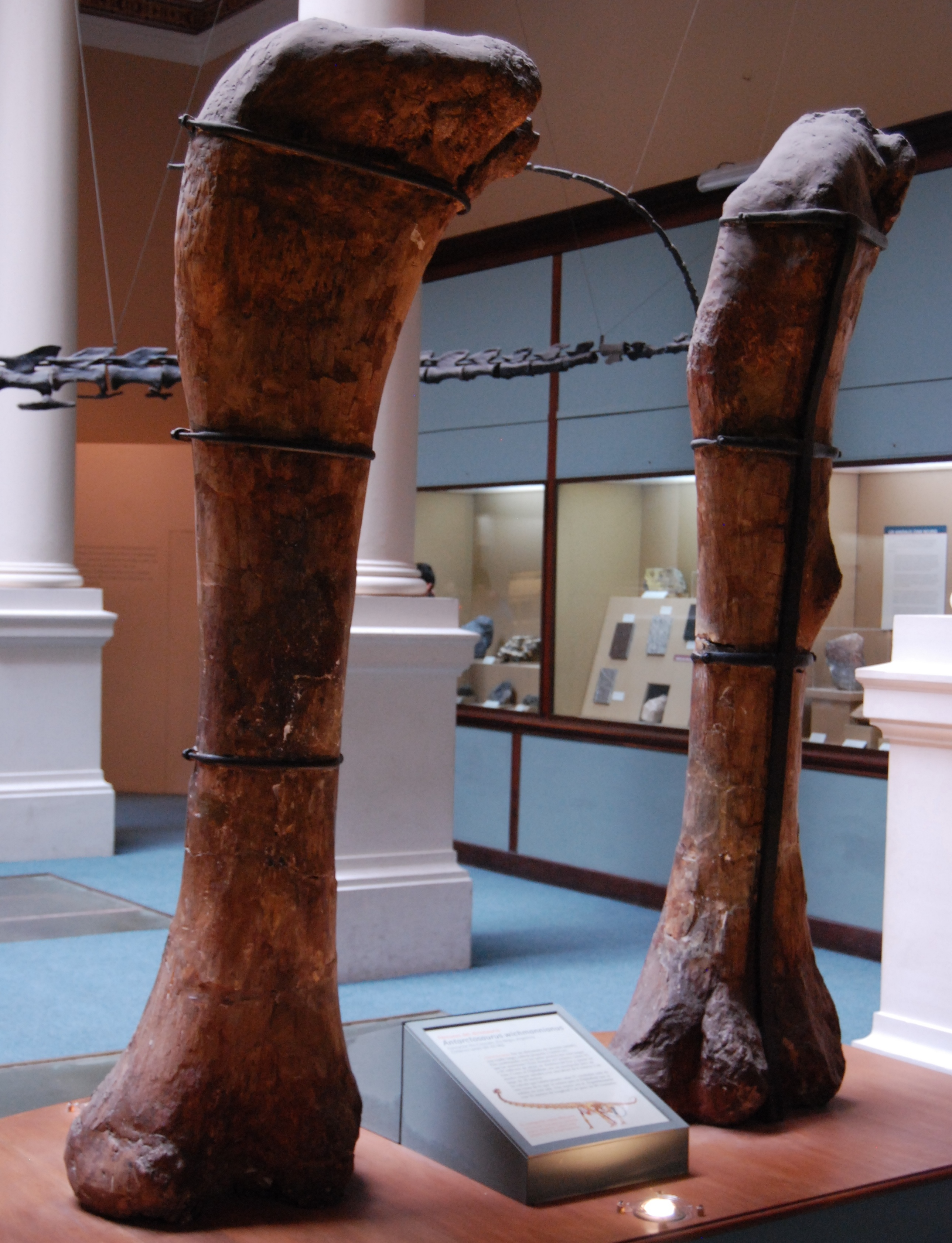
La Plata Museumで展示されるAntarctosaurus wichmannianusの大腿骨

アンタルクトサウルスは長い首と尾を持つ巨大な四足歩行の草食動物である。また、装甲を持っていた可能性がある。完全な骨格が知られているが、尾の長さは竜脚類の中でも非常に可変的で、全長の推定は困難である。タイプ種は体長18 mで、第2の種は史上最大の動物の可能性がある。肩までの高さは5 mほどである。

## 命名
この恐竜の化石については1916年に最初に言及されているが、正式な記載と命名は1929年にフォン・ヒューネによって行われた。アンタルクトサウルスという属名は南極大陸（Antarctica）にちなんだものではなく、最初の発見地アルゼンチンに由来するもので、南極大陸と同じ由来を持つ派生語であり、古代ギリシャ語で「反対の」を意味するαντι-（anti-）、「北」を意味するαρκτός（arktos）、「トカゲ」を意味するσαυρος（sauros）から派生している。これは南の大陸という地理的な位置と爬虫類であるという特徴について言及したものである。

## アンタルクトサウルスの種
これまでにいくつかの種がアンタルクトサウルスとされてきたが、ほとんどの場合間違いである。

### Antarctosaurus wichmannianus
この属のタイプ種であり、地質学者R. Wichmannにより発見された化石に基づいて1929年に命名された。種小名はWichmannに献名されたものである。
フォン・ヒューネは大きな骨の集合を記載するのにA. wichmannianusの名を使用したが、現在ではこの化石はアルゼンチン、リオネグロ州、アナクレート累層（en）で発見されたもので、カンパニア期、8300万年前から8000万年前のものと考えられている。脳函、下顎骨などを含むいくつかの頭骨の断片が記載されている。この恐竜のものとされる他の骨には頸椎、尾椎、肋骨、多数の足の骨が含まれている。 大腿骨の一つは長さ1.85 mで、これから体重34 tと推定される。
これらの化石の大部分は関連なく累層内のいたるところにばらばらに散らばっていたものである。それゆえ、多くの研究者には同じ種に属すものではないと結論されている。特に、非常に角ばった下顎はニジェールサウルスに似たレッバキサウルス科（Rebbachisauridae）に属すものによく見られるものである。しかし、明らかにティタノサウルス類の骨格と伴って発見されボニタサウラの顎も似た形状をしており、この下顎も結局A. wichmannianusのものなのかも知れない。ティタノサウルス類の同じ種に属しているわけではないかもしれないが、頭骨の後部や骨格のその他の部分にはティタノサウルス類となすことが出来る。（皮骨の装甲がなかったものの、顎を除く）A. wichmannianusの骨格はティタノサウルス類の中のグループであるリトストロティア（lithostrotia）に属しているとみなすことが出来る。この種はまた特にその中のネメグトサウルス科（nemegtosauridae）に属してる可能性も見出せる。

### Antarctosaurus giganteus
1929年、フォン・ヒューネはアンタルクトサウルスの第2の種A. giganteusを命名した。種小名は巨大であることに言及したものである。非常にわずかな化石しか知られておらず、疑問名とされることもある。この種の最も有名な化石は2つの巨大な大腿骨であり、長さは2.35 mで既知の竜脚類の中でも最大である。これらの化石から推定された体重は約69 tで、これは既知では史上最も重い動物であるアルゼンチノサウルスの73 tよりやや小さい程度である。
この化石はアルゼンチン、ネウケン州にあるプロティエール累層（en）の白亜紀後期コニアク期8700万年前から8500万年前の地層から発見された。プロティエール累層はA. wichmannianusの発見されたより新しい年代のアナクレート累層と同じネウケン層群に属している。
A. giganteusについての情報が乏しく、また、A. wichmannianusとされている標本に混乱があるため、現在のところA. giganteusを確証をもってアンタルクトサウルス属とすることは出来ない。

### "Antarctosaurus" septentrionalis
1933年、フォン・ヒューネおよびCharles Matleyはインドで発見された別の種を記載した。この種は解剖学的に重要な情報をもつ部分が保存されていなかったが、アンタルクトサウルス属ではないとみなされ、1994年にジャイノサウルス（Jainosaurus）と改名された。

### "Antarctosaurus" jaxartensis
1939年、ソ連の古生物学者Anatoly Riabininはカザフスタンで発見された単一の大腿骨に基づいてこの種を記載した。現在では疑問名と見られているが、ほぼ確実に南アメリカの属であるアンタルクトサウルスではないとみられる。

### "Antarctosaurus" brasiliensis
1971年、 AridおよびVizzottoはブラジル、バウル累層（en ）で発見された二つの肢の断片と部分的な椎骨に基づいてこの種を記載した。この種も疑問名とみなされている。

## 参照
1. 1 2 3  "Antarctosaurus." In: Dodson, Peter & Britt, Brooks & Carpenter, Kenneth & Forster, Catherine A. & Gillette, David D. & Norell, Mark A. & Olshevsky, George & Parrish, J. Michael & Weishampel, David B. The Age of Dinosaurs. Publications International, LTD. p. 125. ISBN 0-7853-0443-6.
2. 1 2 3  von Huene, F. 1929. Los saurisquios y ornitisquios del Cretacéo Argentino. Anales del Museo de La Plata (series 3) 3: 1–196. [In Spanish]
3. 1 2  Mazzetta, G.V., Christiansen, P., Fariña, R.A. 2004. Giants and Bizarres: Body Size of Some Southern South American Cretaceous Dinosaurs. Historical Biology. 16: 71-83.
4. ↑  Upchurch, P. 1999. The phylogenetic relationships of the Nemegtosauridae. Journal of Vertebrate Paleontology 19: 106–125.
5. ↑  Sereno, P.C., Beck, A.L., Dutheil, D.B., Larsson, H.C.E, Lyon, G.H., Moussa, B., Sadleir, R.W., w:Sidor, C.A., Varricchio, D.J., Wilson, G.P., Wilson, J.A. 1999. Cretaceous sauropods from the Sahara and the uneven rate of skeletal evolution among dinosaurs. Science 286: 1342–1347.
6. ↑  Wilson, J.A. 2002. Sauropod dinosaur phylogeny: critique and cladistic analysis. Zoological Journal of the Linnean Society 136: 217–276.
7. 1 2  Apesteguía, S. 2004. Bonitasaura salgadoi gen. et sp. nov.: a beaked sauropod from the Late Cretaceous of Patagonia. Naturwissenschaften 91: 493–497.
8. 1 2 3 4 5  Upchurch, P., Barrett, P.M, & Dodson, P. 2004. Sauropoda. In: Weishampel, D.B., Dodson, P., & Osmolska, H. (Eds.). The Dinosauria (2nd Edition). Berkeley: University of California Press. Pp. 259-322.
9. ↑  Wilson, J.A. 2005. Redescription of the Mongolian sauropod Nemegtosaurus mongoliensis Nowinski (Dinosauria: Saurischia) and comments on Late Cretaceous sauropod diversity. Journal of Systematic Palaeontology 3(3): 283–318.
10. ↑  von Huene, F. & Matley, C.A. 1933. Cretaceous Saurischia and Ornithischia of the central provinces of India. Palaeontologia Indica 21: 1–74.
11. ↑  Riabinin, A.N. 1939. [The Upper Cretaceous vertebrate fauna of south Kazakhstan I. Reptilia. Pt. 1 Ornithischia]. Tsentral. Nauchno-issled. Geol. Inst. Trudy. 118: 1-40. [In Russian]
12. ↑  Arid, F.M. & Vizotto, L.D. 1971. Antarctosaurus brasiliensis, um novo saurópode do Crétaceo superiordo sul do Brasil. An. Cong. Bras. Geol. 1971: 297-305. [In Portuguese]